# Bring the Noise (chanson)
Pour les articles homonymes, voir Bring the Noise (homonymie).
Singles de Public Enemy
Rebel Without a Pause
(1987) Don't Believe the Hype
(1988)
Pistes de It Takes a Nation of Millions to Hold Us Back
Countdown to Armageddon Don't Believe the Hype
Bring the Noise est une chanson du groupe de hip-hop Public Enemy sortie en 1987. Elle apparaît d'abord sur la bande originale du film Neige sur Beverly Hills et sort en single. Elle est intégrée l'année suivante sur l'album It Takes a Nation of Millions to Hold Us Back. Le single atteint la 56e position dans le classement Hot R&B/Hip-Hop Songs du magazine Billboard.

## Utilisation de samples
Le morceau comprend des samples des morceaux suivants :
- It's My Thing de Marva Whitney
- Funky Drummer de James Brown
- Get Off Your Ass and Jam de Funkadelic
- Fantastic Freaks at the Dixie de DJ Grand Wizard Theodore
- I Don't Know What This World is Coming To de The Soul Children
- Assembly Line des Commodores

### Classement
| Hit-parade (1988)                                     | Meilleure position |
| ----------------------------------------------------- | ------------------ |
| États-Unis Billboard Hot R&B/Hip-Hop Singles & Tracks | 56                 |

### Récompenses et classements
La chanson fait partie du classement des « 40 meilleures chansons de Hip-hop » selon VH1 (à la douzième place).
En 2004, Bring the Noise est classé no 160 sur la liste des « 500 plus grandes chansons de tous les temps » du magazine Rolling Stone.

## Version d'Anthrax
En 1991, Public Enemy enregistre une nouvelle version de Bring the Noise avec le groupe de thrash metal Anthrax. Anthrax interprète déjà le morceau sur scène depuis 1989. L'enregistrement figure sur la compilation Attack of the Killer B's d'Anthrax et sort en single. À la suite du succès de ce titre, les deux groupes font une tournée conjointe. Le show se termine par le titre Bring the Noise en duo.
Cette version est parfois orthographiée Bring tha Noise ou Bring tha Noize.
Singles par Benny Benassi
Love Is Gonna Save Us
(2004) Spaceship
(2010)
Pistes de Rock 'n' Rave
Everybody Everybody (Black Box vs Benny Benassi)

## Version de Benny Benassi
En 2007, le DJ italien Benny Benassi remixe la chanson. Elle est utilisée dans la bande originale du film Piranha 3D en 2010.

### Classement
| Hit-parade (2007) | Meilleure position |
| ----------------- | ------------------ |
| France Top 50     | 19                 |
| France Club 40    | 9                  |

### Liste des pistes
1. Bring the Noise (Pump-kin Edit) - 3:37
2. Bring the Noise (S-faction Edit) - 3:32
3. Bring the Noise (Pump-kin Remix) - 6:38
4. Bring the Noise (S-faction Remix) - 6:57
5. Bring the Noise (Pump-kin Instrumental) - 6:38
6. Bring the Noise (S-faction Instrumental) - 6:57

## Version de Ferry Corsten
1. Bring the Noise (Radio Edit)
2. Bring the Noise (Extended Mix)

## Version de Gigi D'Agostino
1. Gigi D'Agostino (Lento Violento Man)